# Diseño asistido por computadora

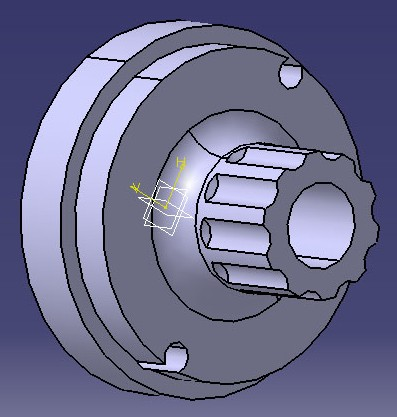
Pieza modelada en Software CATIA.

El diseño asistido por computadora o diseño asistido por ordenador, abreviado habitualmente a DAC, DAO o CAD (este último por sus siglas en inglés computer-aided design), consiste en el uso de computadores para ayudar en la creación, modificación, análisis u optimización de un diseño. Fue inventado esencialmente por el ingeniero francés Pierre Bézier, quien desarrolló los principios fundamentales del mismo con su programa UNISURF en 1966.
El software CAD se utiliza para aumentar la productividad del diseñador, mejorar la calidad del diseño, mejorar las comunicaciones a través de la documentación y crear una base de datos para la fabricación. La salida CAD a menudo se presenta en forma de archivos electrónicos para impresión, mecanizado u otras operaciones de fabricación. También se puede considerar al CAD como una técnica de dibujo.
También se puede llegar a encontrar denotado con las siglas CAD (computer-aided design and drafting), que significan «bosquejo y diseño asistido por computadora».
Estas herramientas se pueden dividir básicamente en programas de dibujo bidimensional (2D) y de modelado tridimensional (3D). Las herramientas de dibujo en 2D se basan en entidades geométricas vectoriales como puntos, líneas, arcos y polígonos, con las que se puede operar a través de una interfaz gráfica. Los modeladores en 3D añaden superficies y sólidos.
El usuario puede asociar a cada entidad una serie de propiedades como color, capa, estilo de línea, nombre, definición geométrica, material, etc., que permiten manejar la información de forma lógica. Además se pueden renderizar a través de diferentes motores o softwares como V-Ray, Maxwell Render, Lumion, Flamingo, los cuales son pagos, aunque hay algunos que son software libre o de código abierto como Kerkythea y Acis, entre los más usados. Son modeladores 3D para obtener una previsualización realista del producto, aunque a menudo se prefiere exportar los modelos a programas especializados en visualización y animación, como Autodesk Maya, Autodesk Inventor, Rhinoceros 3D, SolidWorks, Bentley MicroStation, Softimage XSI o Cinema 4D y la alternativa libre y gratuita Blender, capaz de modelar, animar y realizar videojuegos.

## Historia
Véase también: Historia del diseño asistido por computadora 
Los fabricantes del sector del diseño asistido por computadora (CAD) siempre han sido punteros en aprovechar la tecnología informática más avanzada. El diseño con modelos 3D, técnicas de diseño vectorial, la medición automatizada, el trabajo directo con objetos y procedimientos, la organización en capas de los proyectos o la ampliación de los programas con extensiones especializadas, tienen su origen en aplicaciones de CAD, aunque actualmente se pueden encontrar en otros tipos de programas.
Los avances en el sector informático siempre han estado muy relacionados con el desarrollo y evolución de las aplicaciones CAD. El génesis de los programas de diseño asistido por computadora lo podemos situar al final del periodo de los ordenadores de primera generación, pero adquiere su completo desarrollo a partir de la aparición de los ordenadores de cuarta generación, en que nacen los circuitos de alta escala de integración LSI (Large Scale Integration) y ya están desarrollados en su totalidad los lenguajes de alto nivel. Se encuentran desarrolladas: la segmentación con el propósito de permitir la ejecución simultánea de muchas partes del programa, la memoria virtual utilizando sistemas de memoria jerárquicamente estructurados y la multiprogramación. 
A destacar el gran impacto en la productividad que supone para las empresas el emplear técnicas de CAD. Desde el inicio, las grandes empresas han apostado por este tipo de diseño y ello supone importantes inversiones que, como es lógico, potencian y convierten el CAD en un producto estratégico con un gran mercado. 

### 1940 - 1950
Entre mediados de los años 40 y los 50 se produjeron diversos avances en los programas informáticos. Algunos de estos avances son los servomotores controlados por impulsos generados (1949), un ordenador digital con operaciones incorporadas para coordinar automáticamente transformaciones para calcular vectores relacionados con el radar (1951) y el proceso matemático gráfico de formación de una forma con una máquina herramienta digital (1952).
En 1953, el investigador del MIT Douglas T. Ross vio el "equipo de visualización interactiva" que utilizaban los operadores de radar, creyendo que sería exactamente lo que necesitaba su grupo de reducción de datos relacionados con SAGE. Ross y los demás investigadores del Laboratorio Lincoln del Instituto Tecnológico de Massachusetts fueron los únicos usuarios de los complejos sistemas de visualización instalados para el sistema preSAGE Cape Cod. Ross afirmó en una entrevista que "lo utilizaban como su propia estación de trabajo personal". Los diseñadores de estos primeros ordenadores crearon programas de utilidad para garantizar que los programadores pudieran depurar el software, utilizando diagramas de flujo en un visor, con interruptores lógicos que podían abrirse y cerrarse durante la sesión de depuración. Descubrieron que podían crear símbolos electrónicos y figuras geométricas para crear diagramas de circuitos y diagramas de flujo sencillos.
Estos programas también permitían reproducir objetos a voluntad; también era posible cambiar su orientación, vinculación (flujo, mecánica, alcance léxico) o escala. Esto les ofrecía numerosas posibilidades.
Ross acuñó la locución diseño asistido por ordenador (CAD) en 1959

### 1960 - 1970
La invención del CAD/CAM 3D suele atribuirse al ingeniero francés Pierre Bézier (Arts et Métiers ParisTech, Renault). Entre 1966 y 1968, tras sus trabajos matemáticos sobre superficies, desarrolló UNISURF para facilitar el diseño de piezas y herramientas para la industria del automóvil. UNISURF se convirtió entonces en la base de trabajo de las siguientes generaciones de software de CAD.
Paralelamente, el fabricante de automóviles francés Citroen había desarrollado su sistema de diseño SPAC (system de programmatic automatique Citroen) como parte de su solución CAD/CAM SADUSCA (sistemas de ayuda para la definición y el mecanizado de superficies de carrocería), ambos basados en los trabajos matemáticos de Paul de Casteljau de 1959. En 1968, utilizaba un IBM 360-40, luego 360-65 para los trabajos por lotes, pero ya disponía de una interfaz gráfica con un prototipo IBM 2250.
Sin embargo, es posible que el CAD se utilizara antes en Boeing, ya que se empleó para diseñar la superficie exterior del avión 727 de Boeing (que salió al mercado en 1962). En 1960, William Fetter, de Boeing, acuñó el vocablo «infografía» basándose en sus dibujos de cabinas de factores humanos. En 1962 se creó un departamento de gráficos por ordenador, y en 1965 ya se habían empezado a hacer películas por ordenador.
En la década de 1960, los avances tecnológicos en los sectores de la aeronáutica, la automoción, el control industrial y la electrónica propiciaron avances en los campos de la construcción tridimensional de superficies, la programación NC y el análisis de diseños. La mayoría de estos avances fueron independientes entre sí y a menudo no se publicaron hasta mucho más tarde. Algunos de los trabajos de descripción matemática de curvas fueron desarrollados a principios de la década de 1940 por Robert Issac Newton. En su novela de 1957 The Door into Summer (La puerta del verano), Robert A. Heinlein insinuaba la posibilidad de un Dan Dibujante robótico. Sin embargo, el matemático Paul de Casteljau, de Citroën; Pierre Bézier, de Renault; Steven Anson Coons, del MIT; James Ferguson, de Boeing; Carl de Boor, George David Birkhoff y Garibedian, de GM, realizaron trabajos más sustanciales sobre curvas polinómicas y superficies esculpidas en los años sesenta; y W. Gordon y R. Riesenfeld, de GM, en los setenta.

## Lista de paquetes de software
El software CAD permite a los ingenieros y arquitectos diseñar, inspeccionar y gestionar proyectos de diseño en una interfaz gráfica de usuario (GUI) en un ordenador. La mayoría de programas permiten el modelado de sólidos con representación de bordes (B-Rep) y geometría NURBS,y permiten su publicación en una variedad de formatos.
A continuación se muestra una lista de los principales programas CAD:

### Software comercial
- ABViewer
- AC3D
- Alibre Design
- ArchiCAD (Graphisoft)
- AutoCAD (Autodesk)
- AutoTURN
- AxSTREAM
- BricsCAD
- CATIA (Dassault Systèmes)
- Cobalt
- CorelCAD
- EAGLE
- Fusion 360 (Autodesk)
- IntelliCAD
- Inventor (Autodesk)
- IRONCAD
- KeyCreator (Kubotek)
- Landscape Express
- MEDUSA
- MicroStation (Bentley Systems)
- Modelur (AgiliCity)
- Onshape (PTC)
- NX (Siemens Digital Industries Software)
- PTC Creo (successor to Pro/ENGINEER) (PTC)
- PunchCAD
- Remo 3D
- Revit (Autodesk)
- Rhinoceros 3D
- SketchUp
- Solid Edge (Siemens Digital Industries Software)
- SOLIDWORKS (Dassault Systèmes)
- SpaceClaim
- T-FLEX CAD
- TranslateCAD
- TurboCAD
- Vectorworks (Nemetschek)

### Software Open-source
- BRL-CAD
- FreeCAD
- LibreCAD
- LeoCAD
- OpenSCAD
- QCad
- Salome (software)
- SolveSpace

### Freeware
- BricsCAD Shape
- TiffinCAD
- Tinkercad (successor to Autodesk 123D)

### Kernels CAD
- ACIS by (Spatial Corp owned by Dassault Systèmes)
- C3D Toolkit by C3D Labs
- Open CASCADE Open Source
- Parasolid by (Siemens Digital Industries Software)
- ShapeManager by (Autodesk)